# Небокрай (настільна гра)
Небокра́й (англ. Faraway) — карткова гра французьких авторів Йоганнеса Гупі та Корентена Лебра для двох-шести гравців, випущена у 2023 році. У грі учасники в ролі мандрівників досліджують вигаданий континент Алула, намагаючись заробити якомога більше переможних очок. У 2023 році гра здобула нагороду Swiss Gamers Award, а у 2024 році перемогла у категорії «Ігри для досвідчених гравців» на французькій премії As d'Or. У 2025 році німецька версія гри була номінована на Kennerspiel des Jahres. В Україні гра локалізована видавництвом WoodCat.

## Тема та компоненти
Це карткова гра, де гравці за допомогою розкладання карт намагаються набрати максимальну кількість очок. Вони виступають у ролі мандрівників, які досліджують вигаданий континент Алула, що постійно змінюється.
До складу гри, крім правил, входять 68 карт регіонів, 45 карт святилищ та блокнот для підрахунку очок. Ілюстрації на кольорових картах створені Максімом Мореном.

## Ігровий процес
Для підготовки карти регіонів перемішуються, і кожен гравець отримує по три карти на руку, решта карт утворюють закриту колоду добору. Потім відкриваються карти регіонів у кількості, що дорівнює числу гравців плюс одна додаткова карта. Карти святилищ також перемішуються й утворюють другу колоду добору.
Гра триває вісім раундів, у кожному з яких гравці викладають по одній карті регіону. Для цього всі гравці одночасно обирають по одній карті регіону та викладають її долілиць перед собою праворуч від попередньо зіграної карти. На верхній половині кожної карти зображено номер у колі, що визначає її як денну або нічну карту, а також іноді інші символи, як-от підказки або один із трьох символів чудес природи, важливих для подальшого підрахунку очок. Коли всі гравці виклали свої карти, вони одночасно відкриваються. Якщо номер на викладеній карті регіону вищий за номер на попередній карті, гравці знаходять святилища. Вони беруть одну карту святилища за вищий номер, а також по одній додатковій карті за кожну вже викладену карту із символом підказки.
На завершальному етапі гравці по черзі, у порядку зростання номерів на їхніх викладених картах регіонів, беруть по одній карті з відкритого ряду в центрі столу, щоб поповнити свою руку до трьох карт; остання карта з ряду, що залишилася, вилучається з гри, а ряд оновлюється для наступного раунду. Крім того, ті, хто мав змогу взяти святилища, обирають одну з цих карт і викладають її відкрито перед собою. Решта карт святилищ кладуться долілиць під колоду добору.
Після восьмого раунду нові карти на руку не беруться і відбувається підрахунок очок. Для цього всі викладені карти регіонів перевертаються і оцінюються по черзі, починаючи з останньої викладеної карти. Ця карта перевертається, і очки нараховуються згідно з правилами, вказаними на нижній половині карти, при цьому враховуються лише досі відкриті карти та святилища. Потім відбувається підрахунок очок за святилища. Перемагає гравець, який набрав найбільшу кількість очок.

## Видання та сприйняття
Гру розробили Йоганнес Гупі та Корентен Лебра. У 2023 році її випустило французьке видавництво Catch Up Games із чотирма різними варіантами обкладинок французькою мовою, а також англійською та англо-французькою версіями. Наступного року з'явилися версії німецькою, нідерландською, італійською, іспанською, польською, чеською, японською, корейською та грецькою мовами. У 2025 році додалися версії скандинавськими мовами та іспанською для латиноамериканського ринку. Німецькомовну версію у 2024 році випустило видавництво Kosmos Spiele. В Україні гру під назвою «Небокрай» локалізувало видавництво WoodCat.
Faraway здобула нагороду Swiss Gamers Award у 2023 році, а у 2024 році перемогла у категорії «Ігри для досвідчених гравців» на французькій премії As d'Or. У 2025 році німецька версія гри була номінована на Kennerspiel des Jahres.
У 2025 році вийшло доповнення Faraway: Völker der Tiefe, яке додає дев'ять нових карт регіонів та вісім нових карт святилищ, вводячи два нові народи (Провідники та Триокі) та, відповідно, нові можливості для нарахування очок.